# Activitate paranormală 4
Activitate paranormală 4 este un film american de groază supranatural din 2012 regizat de Henry Joost și Ariel Schulman și scris de Christopher Landon, după o poveste creată de Chad Feehan. Al patrulea din seria Activitate Paranormală, filmul o readuce în rolul principal pe actrița principală din primul film, Katie Featherston. Filmul a fost lansat în cinematografe și în format IMAX pe data de 17 octombrie 2012 în Marea Britanie, iar apoi în Statele Unite pe 18 octombrie 2012, sub distribuția studioului Paramount Pictures. Acțiunea are loc la câțiva ani după evenimentele din al doilea film din serie. În luna octombrie a anului 2014, este așteptat Activitate paranormală 5.